# Seututie 599
Pour les articles homonymes, voir Route 599.
La route régionale 599 (finnois : Seututie 599) est une route régionale allant de Kiuruvesi jusqu'à Pyhäntä en Finlande,,.

## Présentation
La seututie 599 est une route régionale de Savonie du Sud et d'Ostrobotnie du Nord.